# Бінково
Бінково (пол. Binkowo, нім. Berganger) — село в Польщі, у гміні Сьрем Сьремського повіту Великопольського воєводства.
Населення — 165 осіб (2011).
У 1975-1998 роках село належало до Познанського воєводства.

## Демографія
Демографічна структура станом на 31 березня 2011 року:
|          | Загалом | Допрацездатний вік | Працездатний вік | Постпрацездатний вік |
| -------- | ------- | ------------------ | ---------------- | -------------------- |
| Чоловіки | 79      | 21                 | 47               | 11                   |
| Жінки    | 86      | 16                 | 54               | 16                   |
| Разом    | 165     | 37                 | 101              | 27                   |